# Подгорица (аэропорт)
Аэропо́рт По́дгорица (черног. Аэродром Подгорица) (ИАТА: TGD, ИКАО: LYPG) является международным аэропортом в 11 км южнее столицы Черногории Подгорицы. Узловой аэропорт Черногорских авиалиний (Air Montenegro). 
Аэропорт Подгорица иногда называют аэропортом Голубовцы или Голубовичи по названию ближайшего к аэропорту города. Подгорица — второй гражданский аэропорт Черногории (другой — Аэропорт Тиват). Оба аэропорта управляются государственной компанией «Аэропорты Черногории» (серб. Аеродроми Црне Горе, сербохорв. Aerodromi Crne Gore). 
Кодом, присвоенным Международной ассоциацией воздушного транспорта (IATA), остается TGD, в связи с тем, что ранее Подгорица назывался Титоградом. По классификации Международной организации гражданской авиации (ICAO) аэропорт имеет код 4E ILS Cat 1, где ILS (instrument landing system) означает посадку по приборам (посадку «вслепую»).
В 2024 году аэропорт обслужил 1,8 млн пассажиров.

## История
В 1961 году был открыт первый аэропорт в Подгорице с асфальтированной ВПП. На его территории находилось функциональное для того времени здание с радарами, площадью 4000 м² вместе с территорией аэропорта. Пропускная способность аэропорта составляла около 1000 пассажиров ежедневно и 25-30 самолетов типа DC-9.
13 июля 1977 года был открыт полностью реконструированный и модернизированный аэропорт Подгорица. В те времена он был одним из самых современных аэропортов. Взлётно-посадочная полоса была длиной 2500 метров и шириной 45 метров, что означало что аэропорт мог принимать все виды пассажирских самолетов. Рядом с ВПП находилась и дополнительная полоса длиной 2500 метров и шириной 15 метров, которая использовалась для сопровождения самолетов.
В 2006 году аэропорт обслужил 400 тыс. пассажиров. В 2007 году Airports Council International присвоил аэропорту Подгорица звание лучшего аэропорта до 1 млн чел.

### Строительство нового терминала в 2006 году

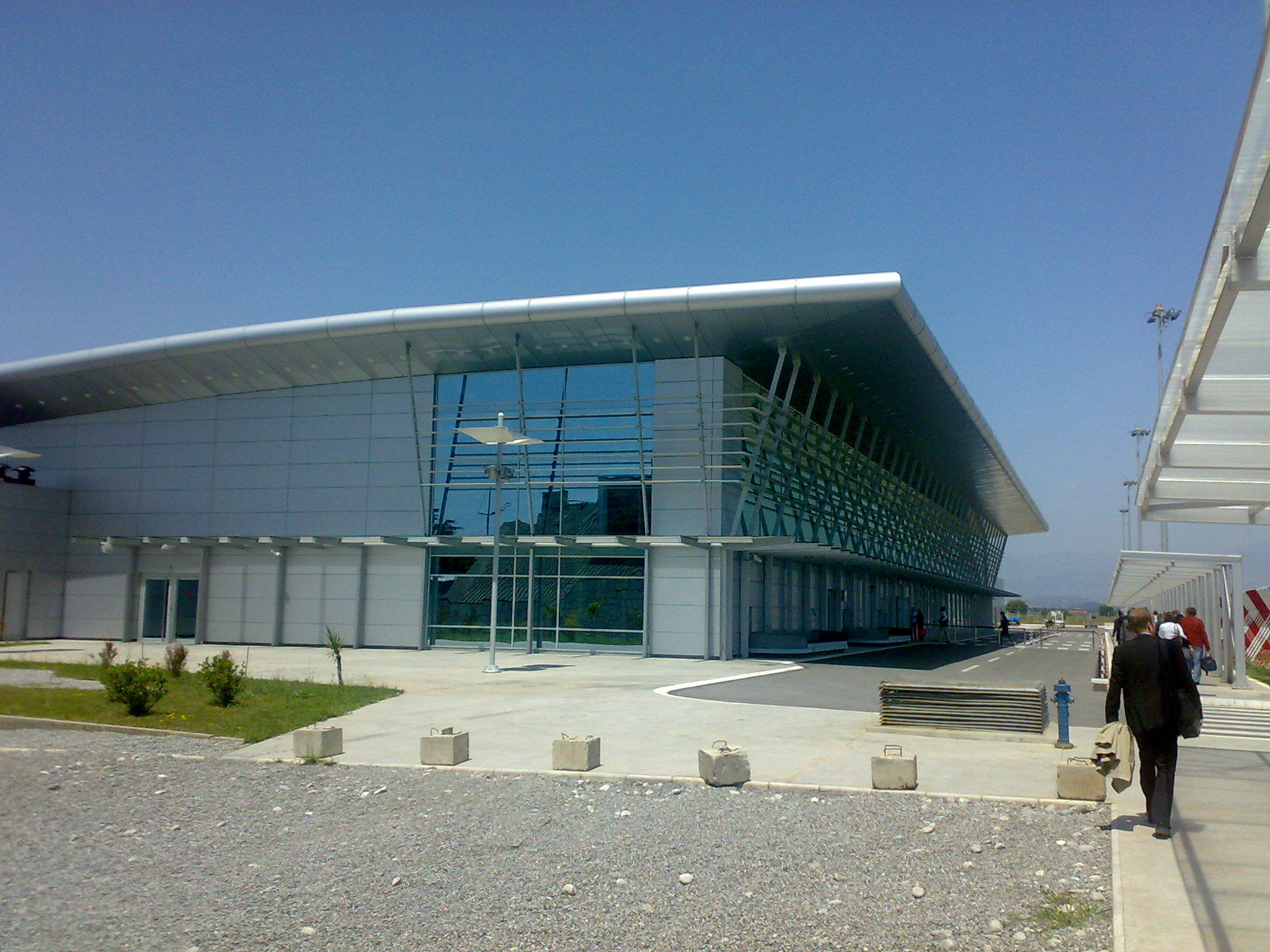
Новое здание терминала. Фото 2008 г.

Поскольку количество воздушных перевозок в Черногории быстро увеличивалось, старый терминал (небольшое одноэтажное здание с одним выходом на международные и внутренние перевозки) не справлялся с пассажиропотоком. Это привело к необходимости строительства нового терминала.
14 мая 2006 года был открыт новый пассажирский терминал площадью 5,500 м². В нём имеется уже 8 выходов для отправления и 2 — для прилета. Новый терминал способен обслуживать порядка 1 млн пассажиров в год. Кроме строительства нового терминала также проводились работы по обновлению и расширению площадки перед терминалом, улучшению системы рулежных дорожек, системы освещения летного поля и энергоснабжения.
Новое здание терминала создано полностью из алюминия и стекла с особыми архитектурными решениями, такими как освещение отраженным светом. Сейчас в аэропорту имеется 2 кафе, 2 газетных киоска, магазин беспошлинной торговли, стойка аренды автомобиля, отделения Банка Черногории.

## Направления полётов
Аэропорт обслуживает как внутренние перелёты в Черногории, так и международные полеты. Но так как два основных аэропорта Черногории расположены на расстоянии 80 км друг от друга, регулярные внутренние перелеты не осуществляются. Перелёты внутри Черногории имеют характер чартерных и технических.
| 1                      | Белград (Сербия)        | 314,226 |
| 2                      | Стамбул (Турция)        | 214,505 |
| 3                      | Вена (Австрия)          | 176,327 |
| 4                      | Варшава (Польша)        | 79,655  |
| 5                      | Лондон (Великобритания) | 56,932  |
| Источник: ec.europa.eu |                         |         |

## Происшествия
- 25 января 2005 года потерпел крушение самолет Фоккер 100 авиакомпании «Черногорские авиалинии», сломав переднюю опору шасси и съехав с взлетно-посадочной полосы в условиях ночного снегопада. После перелома передней опоры шасси самолет проскользил 700 метров и остановился через 1180 метров после приземления. Были ранены два пассажира и два пилота.
- 11 сентября 1973 года в аэропорт Подгорица летел самолет авиакомпании «ЙАТ» (JAT), он столкнулся с горой севернее Подгорицы. Все 41 человек на борту погибли.